# توماس تيلفورد
توماس تيلفورد (بالإنجليزية: Thomas Telford؛ 1757-1834) مهندس مدني اسكتلندي، ومعماري، ونحّات ومصمم طرق وجسور. قام بتصميم العديد من مشاريع البنية التحتية في مسقط رأسه في اسكتلندا بعد أن أسس نفسه كمهندس لمشاريع الطرق والقنوات المائية في شروبشاير، وكذلك بالنسبة إلى مشاريع الموانئ والأنفاق والقنوات الملاحية المعلقة في جميع أنحاء المملكة المتحدة. كانت سمعته كمصمم غزير الإنتاج ولا سيما في الطرق السريعة والجسور. تم انتخابه كأول رئيس لمعهد المهندسين المدنيين، وهو المنصب الذي احتفظ به لمدة 14 عاما حتى وفاته.
كان يطلق عليه لقب عملاق الطرق وهذا يعكس قيادته لجميع أنواع الهندسة المدنية في أوائل القرن التاسع عشر، انتُخب كأول رئيس لمعهد المهندسين المدنيين، وهو المنصب الذي شغله لمدة 14 عامًا حتى وفاته.

## بداياته المهنية
وُلد تيلفورد في 9 أغسطس من عام 1757 في جليندينغ، في مزرعة على تلة على بعد ثلاثة أميال إلى الشرق من إسكدلاير كيرك، في أبرشية ويستركيرك الريفية، في إسكديل، دومفريشاير. توفي والده جون تيلفورد، وهو راع، بعد ولادة توماس بفترة قصيرة. تربى توماس في ظروف فقيرة في كنف والدته جانيت جاكسون (توفيت في عام 1794).
في سن الـ 14 تمرن على البناء بواسطة النحت بالحجارة، ولا يزال من الممكن رؤية بعض أقدم أعماله على الجسر عبر نهر إيسك في لانغلوم على الحدود الاسكتلندية. عملَ لفترة في إدنبرة (في عام 1782) وانتقل إلى لندن، حيث شارك بعد مقابلة المهندسين المعماريين روبرت أدم والسير ويليام تشامبرز، في بناء إضافات لمبنى سومرست هاوس هناك. بعد ذلك بعامين، وجد عملًا في ساحة ميناء بورتسموث -وعلى الرغم من أنه كان لا يزال يتعلم بنفسه إلى حد كبير- فقد كان يوسّع مواهبه لتخطيط وتصميم وإدارة مشاريع البناء.
في عام 1787، ومن خلال مديره الثري ويليام بولتيني، أصبح مسّاحًا للأشغال العامة في شروبشاير. كانت الهندسة المدنية فرعًا في مراحله الابتدائية، لذا تعين على تيلفورد تأسيس نفسه كمهندس معماري. شملت مشاريعه ترميم قلعة شروزبري، وسجن المدينة (خلال التخطيط الذي كان أثناء لقائه بمدير إصلاح السجن جون هوارد)، وكنيسة القديسة ماري مجدلين وبريدجنوث وكنيسة أخرى في سانت مايكل، ماديلي. استُدعي لتقديم المشورة بشأن تسريب حاصل في سقف كنيسة تشاد في شروزبري (في عام 1788)، وحذر من أن الكنيسة في خطر وشيك من الانهيار؛ انتشرت سمعته محليًا عندما انهارت الكنيسة بعد ثلاثة أيام، إلا أنه لم يكن المهندس المعماري المسؤول عن تصميم بديلها.
كمسّاح لمدينة شروبشاير، تيلفورد كان أيضًا مسؤولًا عن الجسور. في عام 1790، صمم الجسر الحامل لطريق لندن-هوليهيد فوق نهر سيفيرن في مونتفورد، وهو أول جسر من بين حوالي 40 جسرًا بناه في شروبشاير، بما في ذلك المعابر الرئيسية لسيفيرن في بيلدواس وبريدجنورث. كان الجسر الذي بناه في بيلدواس أول جسر حديدي لتيلفورد. كان متأثرًا بالجسر الذي صممه أبراهام داربي في أيرونبريدج، ولاحظ أن الجسر قد صُمم بشكل مفرط بالنسبة لوظائفه، وأن العديد من الأجزاء المكونة له كانت ضعيفة. على النقيض من ذلك، كان الجسر الذي صممه 30 قدمًا (10 أمتار) أوسع نطاقًا وبنصف وزنه، على الرغم من أنه لم يعد موجودًا الآن. كان أحد المهندسين الأوائل الذين اختبروا وفحصوا المواد جيدًا قبل البدء بالإنشاء. مع ازدياد براعته بالهندسة، كان تيلفورد يعود لاختبار مواده مرارًا وتكرارًا.
في عام 1795، انجرف جسر بويدلي في ورسسترشاير في فيضانات فصل الشتاء وكان تيلفورد هو المسؤول عن تصميم بديل له. شهدت نفس فيضانات فصل الشتاء جرف جسر آخر في تينبوري. الجسر الذي كان عبر نهر تيم هو مسؤولية مشتركة لكل من ورسسترشاير وشروبشاير فقد كان للجسر انحدار عند التقاء المقاطعتين. كان تيلفورد مسؤولًا عن الطرف الشمالي للجسر (شروبشاير).

## قناة إليسمير المائية
بسبب سمعة تيلفورد في شروبشاير عُيّن في عام 1793 لإدارة التصميم والإنشاء التفصيليين لقناة إليسمير المائية، لربط مصانع الحديد ومناجم الفحم في بلدة ريكسهام عبر بلدة شروبشاير شمالي غرب إليسمير، مع مدينة تشيستر، باستخدام قناة تشيستر الحالية، ومن ثم نهر ميرسي.
من بين المنشآت الأخرى، قناطر (قناة) بونتسيليت المائية المذهلة فوق نهر دي في وادي لانغولين، حيث استخدم تيلفورد طريقة جديدة للبناء تتكون من أحواض مصنوعة من ألواح الحديد الزهر تُثبت في البناء. تمتد قناطر بونتسيليت لأكثر من 1000 قدم (300 متر) بارتفاع 126 قدمًا (38 متر) فوق أرضية الوادي، تتكون قناطر بونتسيليت المائية من تسعة عشر قوسًا، يمتد كل منها على 45 قدمًا. لكي يكون رائدًا في استخدام الحديد الزهر (المصبوب) في الهياكل كبيرة الحجم، كان على تيلفورد اختراع تقنيات جديدة، مثل استخدام السكر المغلي والرصاص كمادة مانعة للتسرب على الوصلات الحديدية. أشرف مهندس القناة البارز ويليام جيسوب على المشروع، لكنه ترك التنفيذ المفصّل للمشروع بين يدي تيلفورد. في عام 2009، اختيرت هذه القناطر كموقع تراث عالمي من قِبل منظمة اليونيسكو.
شهدت نفس الفترة أيضًا مشاركة تيلفورد في تصميم وإنشاء قناة شروزبري. عندما توفي المهندس الأصلي، يوشيا كلوز في عام 1795، خلفه تيلفورد. أحد الإنجازات التي حققها تيلفورد في هذا المشروع هو تصميم قناطر قناة لونغدون أون تيرن، القناطر المصنوعة من الحديد الزهر في لونغدون أون تيرن، والتي سبقت تلك التي في بونتسيليت، وأكبر بكثير من القناطر المصنوعة من الحديد الزهر للقناة الأولى في المملكة المتحدة. والتي بُنيت بواسطة بنجامين أوترام على قناة ديربي المائية وذلك قبل أشهر فقط. لم تعد القناطر قيد الاستخدام، لكن تم الاحتفاظ بها كقطعة مميزة من هندسة القناة.
تم بناء قناة إليسمير في عام 1805، وإلى جانب المسؤوليات الملقاة على عاتقه في القناة فإن سمعة تيلفورد كمهندس مدني تعني أنه محطّ استشارة بشكل مستمر في العديد من المشاريع الأخرى. وقد شملت هذه المشاريع أعمال إمدادات المياه في مدينة ليفربول، وتحسينات على أرصفة مدينة لندن وعملية إعادة بناء جسر لندن (حوالي عام 1800).
أبرز هذه المشاريع (مرة أخرى كان متأثرًا بويليام بولتيني) كان في عام 1801، ابتكر تيلفورد خطة رئيسية لتحسين الاتصالات في مرتفعات اسكتلندا، وهو مشروع ضخم كان من المقرر أن يستمر لنحو عشرين عامًا. شملت هذه الخطة بناء قناة كاليدونيان على طول غريت غلين وإعادة تصميم أجزاء من قناة كرينان، حوالي 920 ميلًا (1480 كيلومتر) من الطرُق الجديدة، وأكثر من ألف جسر جديد (بما في ذلك جسر كريغلاتشي) والعديد من التحسينات في المرفأ (بما فيها الأعمال في مدن أبردين، دندي، بيترهيد، ويك، بورتماهوك، وبانف)، و32 كنيسة جديدة.

## أعماله

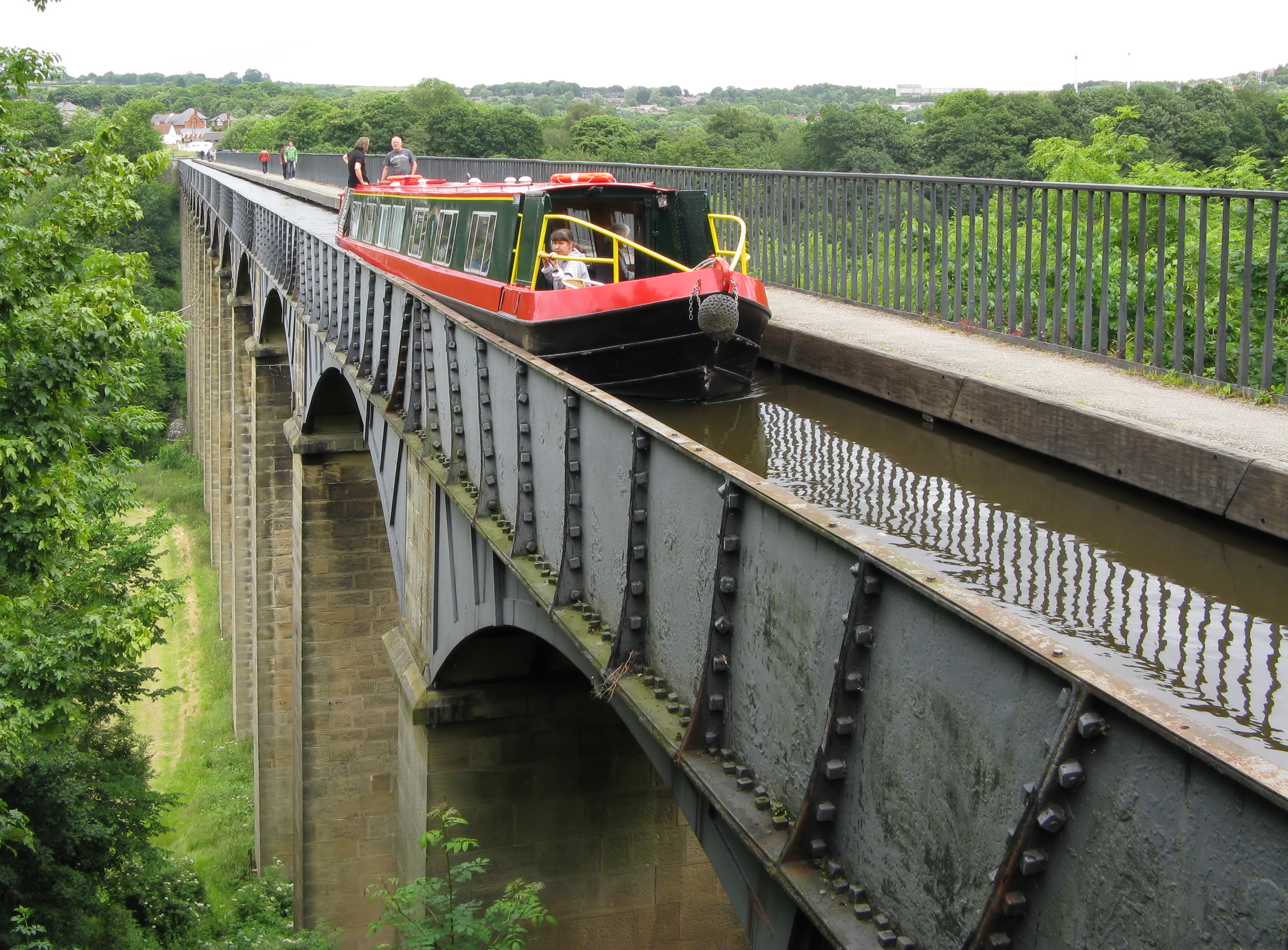
قناة بونكتيسيلت، ويلز
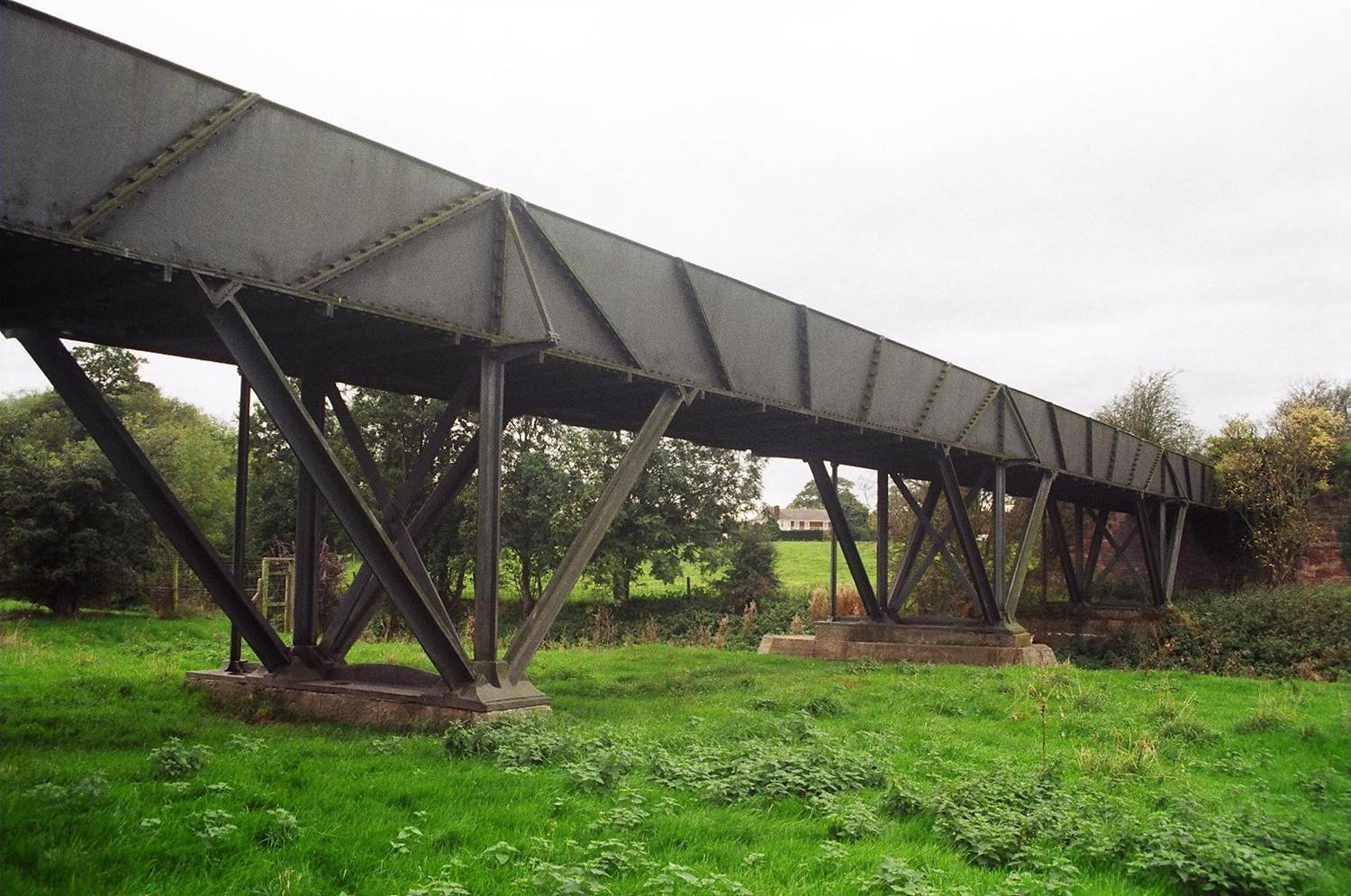
قناة شروزبري، ويلز
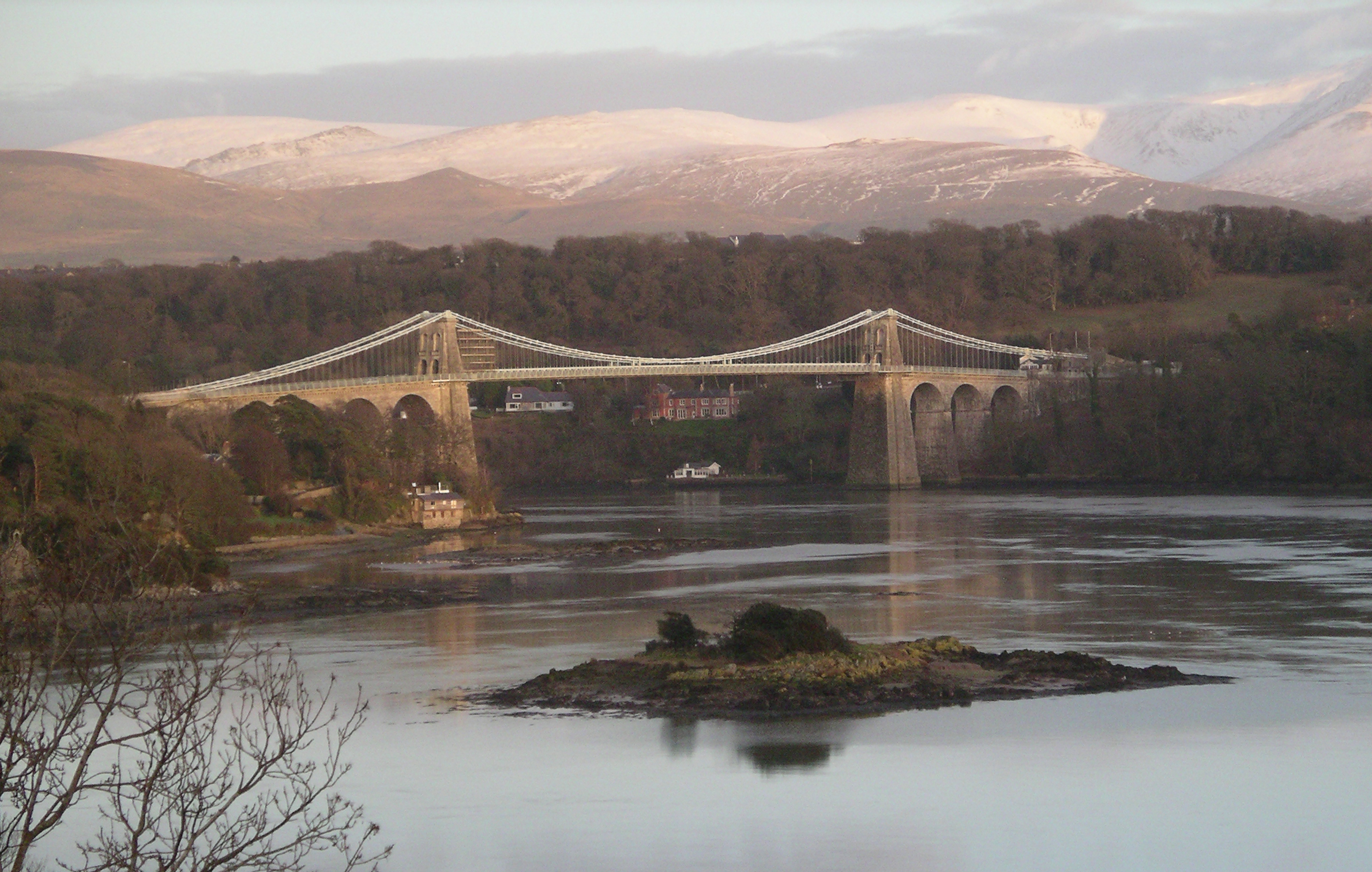
جسر ميناي المعلق، ويلز
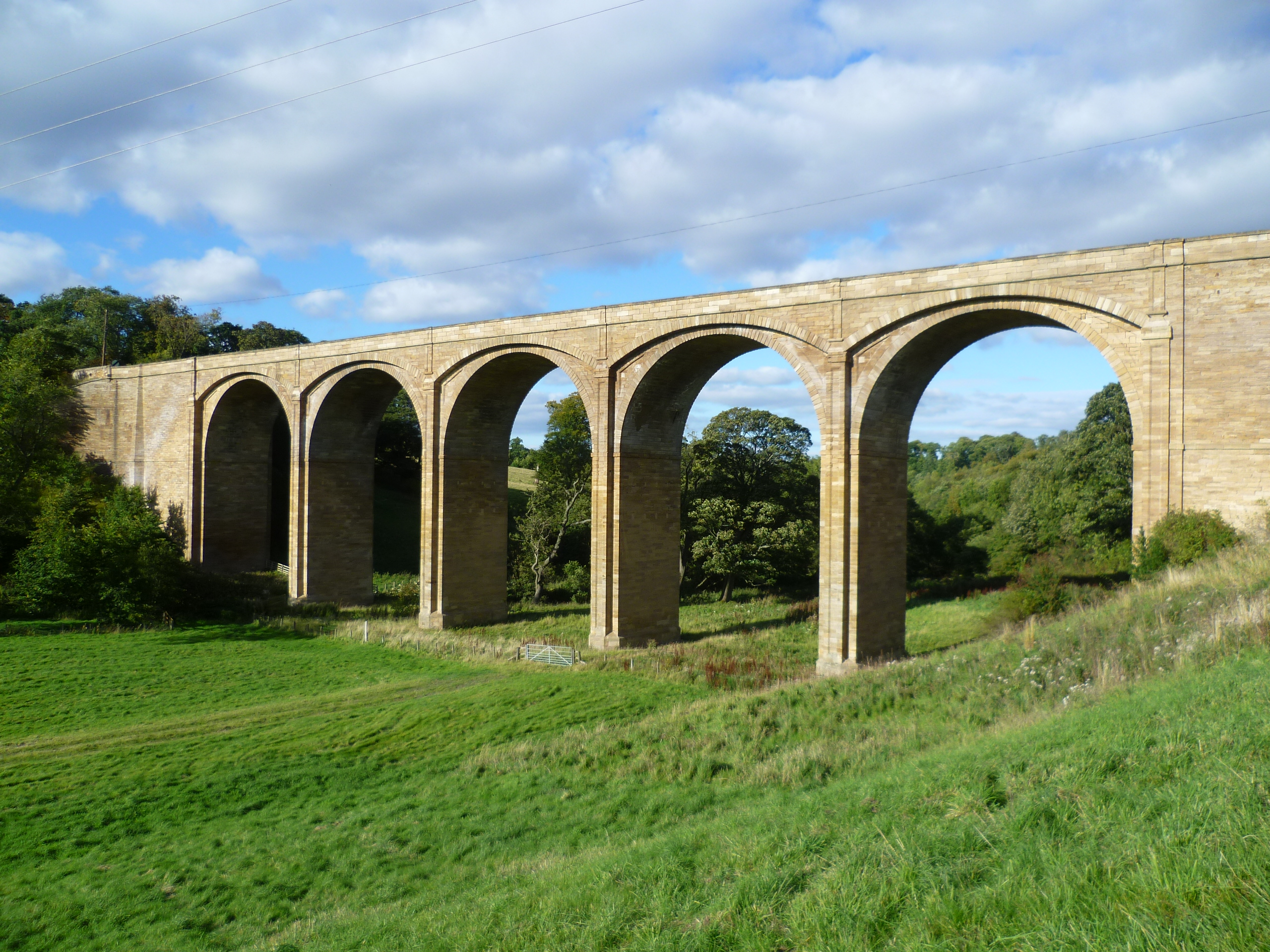
جسر لوثيان

## روابط خارجية
- توماس تيلفورد على موقع الموسوعة البريطانية (الإنجليزية)
- توماس تيلفورد على موقع إن إن دي بي (الإنجليزية)